# Por un amor
Por un amor es una canción popular mexicana ranchera, de corte romántico, escrita por el compositor mexicano Gilberto Parra en 1940.

## Letra e interpretaciones
La letra retrata, en primera persona, el sufrimiento y la autocompasión de quien canta, por un amor mal correspondido o no correspondido. El estribillo de la canción nos muestra eminentemente lo anterior:

¡Pobre de mi!
esta vida mejor que se acabe
¡no es para mi!
¡Pobre de mi!
(coro: ¡ay corazón!)
¡Pobre de mi!
(coro: ¡no sufras más!)
¡Cuánto sufre mi pecho que late tan solo...!
...¡por ti!

La Sociedad de Autores y Compositores de México, registra 175 interpretaciones, entre ellas se pueden mencionar las interpretaciones de Lucha Reyes, Lucha Villa, Pedro Infante, Jorge Negrete, Aída Cuevas, Alberto Vázquez, Antonio Aguilar, Astrid Hadad, Betsy Pecanins, Chayito Valdez, Cuco Sánchez, David Záizar, Estela Núñez, Gerardo Reyes, Las Hermanas Padilla, Jenni Rivera, José Alfredo Jiménez, Linda Ronstadt, Lola Beltrán, Lucía Méndez, Luis Miguel, Luis Pérez Meza, Lupillo Rivera, Rocío Banquells, Rocío Jurado, Sasha Sokol, Toña la Negra, Trío Calaveras y Vicente Fernández, incluyendo la interpretación más reciente de Becky G.
Prácticamente, todas las interpretaciones siguen el estilo ranchero original de la canción, tal vez exceptuada solamente por la interpretación con arreglos de blues de Betsy Pecanins.